# 록맨: 배틀 & 파이터즈
《록맨: 배틀 & 파이터즈》(ロックマン バトル&ファイターズ)는 캡콤이 발매한 격투 게임이다. 오리지널 록맨 시리즈에 기반한 격투 게임으로, 아케이드로 발매된 《록맨: 더 파워 배틀》와 《록맨 2: 더 파워 파이터즈》의 내용을 간추려 제작됐다. 2000년 7월 26일 네오지오 포켓 컬러로 일본서만 출시됐다.
네 주인공 록맨, 블루스, 포르테, 그리고 듀오 중 하나를 선택해 보스들을 연속으로 상대하는 방식으로 진행된다.